# Distretto di Siirt
Il distretto di Siirt (in turco Siirt ilçesi) è uno dei distretti della provincia di Siirt, in Turchia.